# Stade Kirani-James
Le stade Kirani-James est situé dans la ville de Saint-Georges, la capitale de Grenade.
En avril 2017, il est rebaptisé en l'honneur de Kirani James, champion olympique sur 400m lors des JO de Londres 2012, le premier grenadien médaillé olympique.
C'est le stade de l'équipe de Grenade de football pour ses matchs à domicile.